# Lincoln Ellsworth
Lincoln Ellsworth (ur. 1880, zm. 26 maja 1951) – amerykański lotnik i badacz polarny. 
Pochodził z bogatej rodziny i, choć krótko studiował na renomowanych uniwersytetach Yale, Columbia i McGill, to zdecydował się najpierw podjąć pracę jako drwal na budowie kolei transkanadyjskiej, a następnie podczas I wojny światowej jako ochotnik zaciągnął się do sił powietrznych, ale nie wziął udziału we wszystkich walkach z powodu choroby płuc. Chociaż majątek rodziców odziedziczyła siostra Ellswortha, to jednak dzieliła się ona tymże ze swoim bratem.
Ekspedycją geologiczną w Andach (od Oceanu Spokojnego do źródeł Amazonki) dowodził w 1925, a rok później wraz z Roaldem Amundsenem i Hjalmarem Riiser-Larsenem próbował osiągnąć biegun północny lecąc ze Spitsbergenu, wyprawa musiała jednak zawrócić z powodu utraty drugiego samolotu, ale Ellsworth zyskał uznanie Amundsena za swoją postawę. Ponowna próba przelotu nad biegunem północnym z Amundsenem (i tym razem z Umbertem Nobilem) na pokładzie Norge w 1927 zakończyła się sukcesem. W 1931 brał udział w locie polarnym sterowca Graf Zeppelin z ramienia American Geographical Society, a następnie współpracował jeszcze z Hubertem Wilkinsem przy pierwszych próbach eksploracji Arktyki za pomocą łodzi podwodnej.
Badania Antarktyki, które przeprowadził w latach 1933-1939 dzięki lotom (dwukrotnie z Berntem Balchenem jako pilotem, potem z Herbertem Hollick-Kenyonem jako pilotem i nawigatorem, wreszcie na przełomie 1938 i 1939 z J.H. Lymburnerem jako pilotem), pozwoliły na poznanie blisko 400 tys. mil kwadratowych Antarktydy, a dalsza współpraca z Wilkinsem w zakresie eksploracji podwodnej tych rejonów również była bardzo owocna.
W późnym wieku odniósł poważne obrażenia głowy podczas upadku z klifu w Wielkim Kanionie Kolorado, które skutkowały problemami zdrowotnymi aż do śmierci.
Został wielokrotnie nagrodzony za swoje odkrycia, także przez rządy obcych państw oraz przez towarzystwa naukowe, m.in. dwukrotnie został uhonorowany Złotym Medalem Kongresu (Congressional Gold Medal) - jednym z najwyższych odznaczeń cywilnych w Stanach Zjednoczonych - 29 maja 1928 w uznaniu ogromnej odwagi, roztropności i wytrwałości, jaką wykazał podczas swojego słynnego lotu polarnego w 1925 i lotu transpolarnego w 1926 oraz 16 czerwca 1936 - w uznaniu umożliwienia dokonania zasadnego roszczenia w imieniu Stanów Zjednoczonych dot. ok. 350 tys. mil kwadratowych ziemi na Antarktydzie pomiędzy 80 a 120  południkiem na zachód od Greenwich (co stanowiło ostatnie nieodebrane terytorium na świecie) oraz za wyjątkowe zasługi dla nauki i aeronautyki w przeprowadzeniu badań przestrzeni powietrznej nad sercem Antarktydy na dystansie 2,5 tys. mil, torując w ten sposób drogę do bardziej szczegółowych badań zagadnień geologicznych, meteorologicznych i geograficznych o znaczeniu światowym.
Jest autorem książek napisanych zarówno samodzielnie (m.in. The last wild buffalo hunt, Our polar flight, Search, Beyond horizons), jak i we współpracy (The first crossing of the Polar Sea; wspólnie z Amundsenem).
W uznaniu jego zasług nazwano jego imieniem rozległą wyżynę na Antarktydzie Zachodniej oraz pasmo górskie położone w tym samym regionie.